# أكمو
أكمو هي فرقة ثنائية كورية جنوبية تتكون من لي تشان هيوك ولي سو هيون.تأسست الفرقة في 2014.